# 装甲騎兵ボトムズ ザ・バトリングロード
『装甲騎兵ボトムズ ザ・バトリングロード』（そうこうきへいボトムズ ザ・バトリングロード）は、タカラ（現タカラトミー）が1993年10月29日に発売したスーパーファミコン用ゲームソフト。

## 概要
本作はサンライズのテレビアニメ『装甲騎兵ボトムズ』を題材にした3Dシューティングゲームである。『装甲騎兵ボトムズ』を題材にした家庭用ゲーム機用作品としては初となる。
プレイヤーは主人公ファミン・エルムとなって、敵アーマードトルーパー（以下AT）と戦う内容になっている。
AT戦は操作が難しく、特に遠距離武器が敵に当てるのすら困難である上に、AT戦自体単調である。そのため、ゲームとしての評価は低い。
キャラクターデザインは塩山紀生、作画監督は土器手司、ゲームオリジナルのATデザインは大河原邦男が担当。

## ゲームシステム
本作は3Dシューティング形式で、プレイヤーはATを操作し、射撃武器のヘビーマシンガンと格闘武器のアームパンチを用いるのが基本となる。ゲーム途中で誘導兵器のミサイルも弾数制限付きで追加され、ミサイルはアームパンチで迎撃可能になっている。
ゲーム構成は「バトリングステージ」と「強制スクロールステージ」の2つによる全8ステージからなる。条件を果たしてステージをクリアすると、ストーリービジュアルが入り、ビジュアル終了後にパスワードが表記され、次のステージに進める。なお、ステージ各地には地雷があり、触れればプレイヤーも敵もダメージを受ける。
ゲーム画面はATの操縦席を模しており、上半分はゴーグルを通して見た視界を自機後方からの三人称視点で映したもので、下半分がUIとなっている。左下部が選択中の武装およびミサイル残弾、中央がレーダーおよび敵残機数、右下部がATのダメージメーターである。ダメージメーターはATを模したコンディションゲージとその横に並んだバーで表現されており、ダメージを受けるごとにコンディションゲージが全て赤くなり、以降はダメージに伴ってバーが伸び、バーが昇りきるとATが機能停止して敗北となる。またセレクトボタンを押すことで、視認範囲の敵機のHPゲージを表示させる事が可能。
ヘビーマシンガンは右手、アームパンチは左手に装備されているため、攻撃時も機体の右、左からそれぞれ発射される。そのため相手に狙いをつけるときは、使用武器に応じて照準を右左に偏らせて狙いをつける必要が生じる。ミサイルポッドは右肩に装備されているが、一定時間照準におさめた敵をロックして追尾する機能が備わっている。武装の威力はミサイルが一番高く、ついでアームパンチ、一番低いのがヘビーマシンガンとなっているため、いかにミサイルとアームパンチを命中させるかが攻略のポイントとなっている。
また十字キーの上で前進（強制スクロール時は加速）、下で後退（強制スクロール時は減速）、左右で旋回（強制スクロール時は左右移動）となっているが、バトリングステージのみ前進・後退中にターンピックを使用することでその場で反転することができる。移動は常にローラーダッシュで行われ、敵味方ともにATが歩行することはない。

## ストーリー
百年戦争終了後、軍の技術者の息子である少年ファミン・エルムは、突如として襲いかかったAT集団によって理不尽にも両親の命を奪われてしまう。
両親の仇を討たんとAT集団に戦いを挑むファミンだが、ATのオーバーヒートによって敗北。しかし謎の女ヨーグルと出逢って命を救われ、彼女に導かれてバトリング選手の道を歩み始める。
ウドの街を始めとして極点の街ボルフを転戦、やがてバトリング選手として名を馳せるようになったファミンだが、その道中をアストラッド戦車を運用するメルキア軍によって妨害される。さらにある夜、ファミンの名声を妬んだバトリング選手ガタから闇討ちをうける。ガタはファミンの追い求める父の仇でもあった。激戦の末にガタを倒したファミンだが、ガタから彼が金で雇われてファミンの両親を襲ったに過ぎないことを知らされる。
真の黒幕の存在を知ったファミンは、ヨーグルの制止を振り切り、メルキア軍の妨害を退けて黒幕を求めシャトル基地に向かう。
そこでヨーグルは自身がメルキア軍の情報将校であること、そしてバトリングを裏で支配する人物を探るためファミンをバトリング選手に仕立て上げたことを語り、同時にファミンの身を案じて彼を宇宙へ行かせないようATで戦いを挑むが、ファミンはこれも退ける。破れたヨーデルはファミンの覚悟を受け入れて説得を諦め、彼を宇宙へと送り出す。
シャトルが向かった先は、秘密結社の幹部アナヒサが所有するテルタイン級宇宙戦艦だった。アナヒサは最強のボトムズ乗り、そして最強のATを作り上げ、再び戦争を引き起こすことを目的としており、それを知ったファミンの父はアナヒサのもとを逃亡して、自身の開発したAT戦闘用プログラムをファミンの潜在意識へと隠したのだった。アナヒサはその戦闘プログラムを求めてファミンの両親を殺し、そしてファミンの潜在意識にプログラムが隠された事を知ると、今度はファミンを自らの下におびき寄せて戦闘プログラムを引き出そうと画策していた。
全ての真相を知ったファミンは、ヨーグルから託されたガスティドッグを駆って、アナヒサ操る最強のATスカラップスに戦いを挑む。
死闘の果てにスカラップスと一体化したアナヒサを破ったファミンを、アナヒサはすぐに戦争が再開されると言い残して嘲笑う。そしてアナヒサの死と共に爆発四散するテルタイン級宇宙戦艦から間一髪脱出し生き延びたファミンだが、もはやガスティドッグと共に宇宙を漂流するしかない。しかしそこにシャトルに乗ったヨーグルが駆けつけた。
アナヒサの言う通り、いずれ戦争は再び始まるのかもしれない。だが少なくとも今この時だけは、間違いなくファミンの戦いは終わったのだった。

## 登場キャラクター
ファミン・エルム
主人公。軍の技術者の息子だったが、両親の命を奪われ、その復讐を果たすためにバトリングの世界に身を投じる。
当初はATをオーバーヒートさせてしまうほど未熟だったが、やがてメルキア星でバトリング選手として名を馳せるほどに成長を遂げる。
そしてその戦いの中で、両親の殺害理由の真相を掴んでいく。
ヨーグル
ウドの街の武器商人を名乗る女で、両親の仇を討ちに向かうファミンをたしなめるような態度を取る。
実はメルキア軍の情報将校であり、秘密結社との戦いに深入りしていく次第にファミンの身を案じるようになる。
彼女自身もAT操縦技能を有するが、一流のバトリング選手へと成長したファミンの敵ではなかった。
ガタ
ファミンの両親の仇で、自分専用のスタンディングトータスでファミンに襲いかかる。
しかし実際は金で雇われたに過ぎず、真の黒幕の存在をファミンに示唆して息絶える。
アナヒサ
秘密結社幹部で、メルキア星衛星軌道上に待機させたテルタイン級宇宙戦艦でATとAT搭乗員の訓練に明け暮れ、百年戦争でそれを活かそうという野心を抱いていた。
新型ATのプログラムの鍵をファミンにあると睨み、彼を狙う。作中幾度か行われるメルキア軍によるファミンの妨害も、アナヒサの指示によるものと思われる。
ヨーグルが情報将校として追跡していた「バトリングを裏で操る男」であり、ガタの雇用主、そしてファミンの追い求める両親の仇でもある。

## 登場AT
本作登場のATは、ゲームオリジナルを含めると、6種類となる。
- ATM-09-ST スコープドッグ
- ATM-09-RSC スコープドッグ レッドショルダーカスタム
- ATH-14-ST スタンディングトータス
- ATH-14-STC スタンディングトータス ガタスペシャル
- X・ATH-11-SA ガスティドッグ
- X・ATH-07-DA スカラップス